# Cárcheles
Cárcheles ist ein südspanischer eine Gemeinde (municipio) mit insgesamt 1.293 Einwohnern (Stand: 2024) im Süden der Provinz Jaén in der autonomen Region Andalusien. Die Gemeinde besteht aus den bis 1975 als Gemeinden eigenständigen Ortschaften Cárchel und Cárchelejo. Der Verwaltungssitz befindet sich in Cárchelejo.

## Lage
Cárcheles liegt in der Sierra Mágina, einem Teilgebiet der Sierra Morena, knapp 22 km (Fahrtstrecke) südsüdöstlich der Provinzhauptstadt Jaén in einer Höhe von ca. 825 m. Am Ostrand der Gemeinde führt die Autovía A-44 entlang.
Das Klima im Winter ist gemäßigt, im Sommer dagegen warm bis heiß; die geringen Niederschlagsmengen (ca. 610 mm/Jahr) fallen – mit Ausnahme der nahezu regenlosen Sommermonate – verteilt übers ganze Jahr.

## Bevölkerungsentwicklung
| Jahr      | 1980  | 1990  | 2000  | 2010  | 2020  |
| Einwohner | 1.675 | 1.622 | 1.460 | 1.492 | 1.321 |

Die kontinuierliche Bevölkerungsrückgang in der zweiten Hälfte des 20. Jahrhunderts ist im Wesentlichen auf die Mechanisierung der Landwirtschaft und den damit einhergehenden Verlust an Arbeitsplätzen zurückzuführen.

## Sehenswürdigkeiten
- Burgruine von Cárchel aus dem 13. Jahrhundert
- Marienkirche (Iglesia de Nuestra Señora de los Ángeles) in Carchelejo
- Marienkirche (Iglesia de Nuestra Señora de los Remedios) in Cárchel
- Markuskapelle (Ermita de San Marcos) in Carchelejo
- Markuskapelle (Ermita de San Marcos) in Cárchel
- Konvent von Cazallas aus dem 15. Jahrhundert

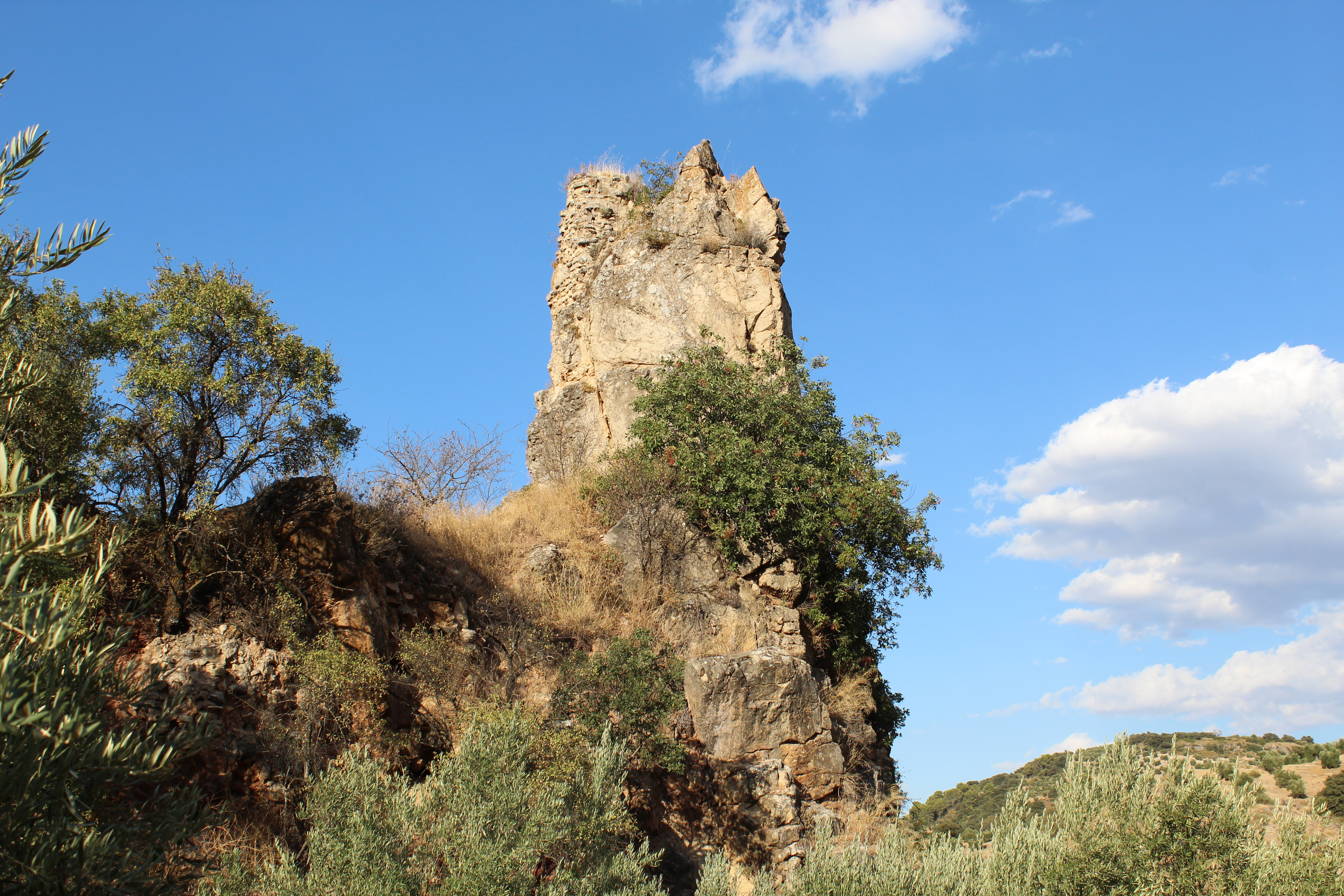
Burgruine von Carchel